# 美国国会幕僚在维基百科的编辑
美国国会职员的编辑，指部分由美国国会工作人员对维基百科进行的编写引起争议，特别是是维基百科早期到2006年中期这段时间。如马蒂·米汉、諾姆·科爾曼、康拉德·伯恩斯及乔·拜登，和拜登的条目曾引起媒体的关注。还有其它如基尔·库特耐特的条目编写则很少受到广泛报道。
一些政客让自己的员工删除维基百科上的不良信息（包括含贬义的语句，打破竞选承诺的相关内容），加上有利的信息或赞扬的语句，在对手的条目中加入不利的内容，或者用工作人员撰写的传记来更换条目中的部分内容或全部内容。